# خيصه صالح (قلنسية)

تعديل مصدري - تعديل

خيصه صالح هي إحدى قرى عزلة قلنسية وعبد الكوري بمديرية قلنسية وعبد الكوري التابعة لمحافظة أرخبيل سقطرى، بلغ تعداد سكانها 123 نسمة حسب تعداد اليمن لعام 2004.